# Холмская, Ольга Петровна
Ольга Петровна Холмская (5 [17] июня 1896, Екатеринослав — 23 февраля 1977, Москва) — советская переводчица.

## Биография
Окончила биологическое отделение физико-математического факультета МГУ (1927) и английское отделение переводческого факультета Московского педагогического института иностранных языков (1932).
С 1932 входила в школу художественного перевода И. А. Кашкина. До 1957 преподавала теорию и практику художественного перевода в Московском педагогическом институте иностранных языков им. М. Тореза и в Литературном институте им. М. Горького. Под её руководством с 1950 года в МГПИИЯ им. Мориса Тореза училась переводчица М. Д. Литвинова.
Умерла 23 февраля 1977 года. Похоронена на Кобяковском кладбище (Московская область, Одинцовский городской округ).

## Творчество
С 1946 года переводила с английского и французского языков произведения классиков. В частности: Амброз Бирс, Вашингтон Ирвинг, Эдгар Аллан По, Говард Фаст, Теодор Драйзер, О. Генри, Питер Абрахамс, Бернард Шоу, Эрскин Колдуэлл, Ги де Мопассан, Эрнест Хемингуэй, Юджин О'Нил, Оскар Уайльд, Чарльз Диккенс, Джон Голсуорси, Проспер Мериме, Ромен Роллан, Томас Харди, Генри Джеймс, Уильям Фолкнер, Сомерсет Моэм, Джордж Гордон Байрон, Эрскин Колдуэлл, Ричард Олдингтон, Сара Орн Джуитт, Джеймс Джойс.
Автор рассказов для детей, работ по теории и истории перевода.